# Billy Yank

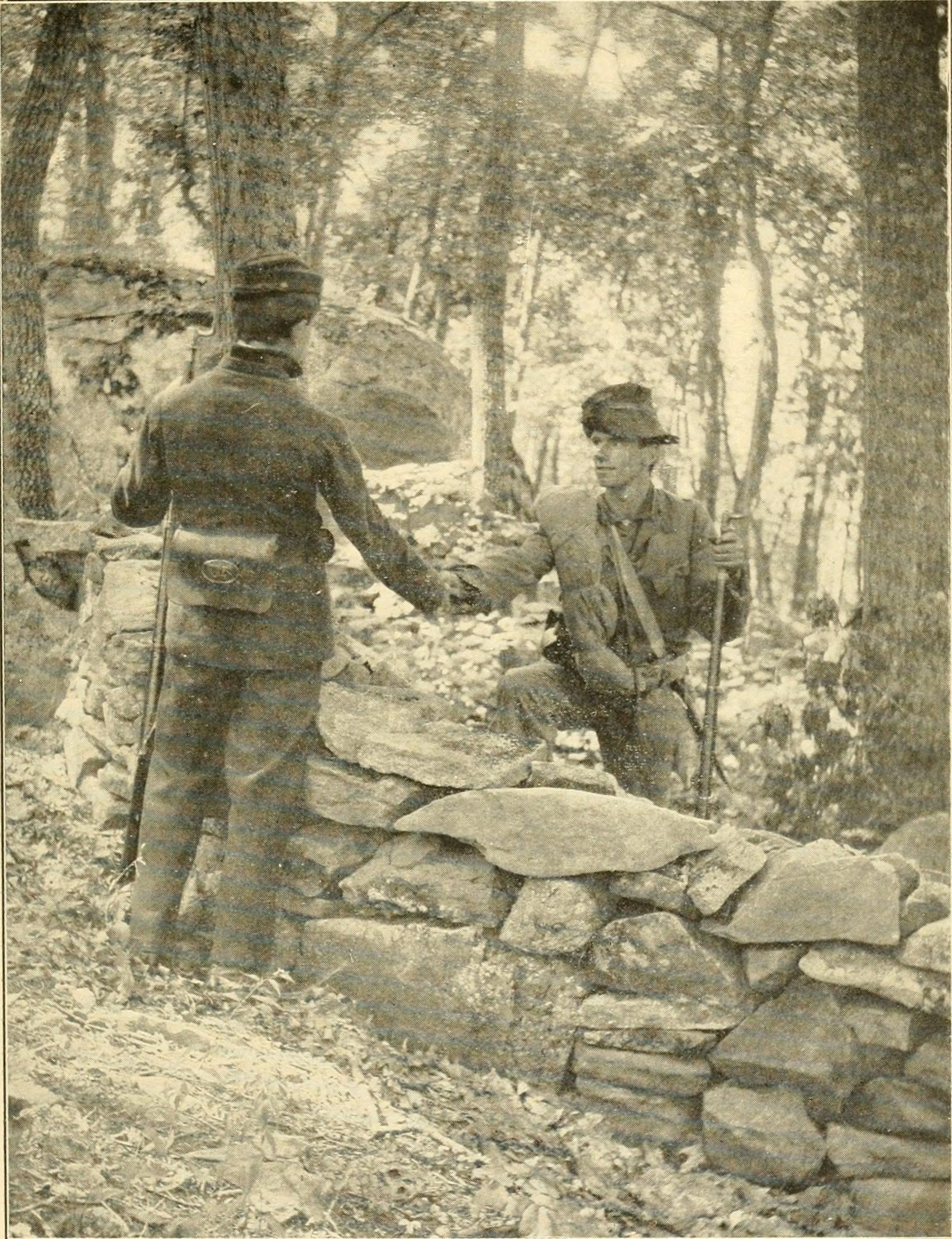
Billy Yank o Billy Yankee

Billy Yank o Billy Yankee es la personificación de los estados del norte de los Estados Unidos y también la personificación de la Unión  durante la Guerra de Secesión de Estados Unidos. Su apellido deriva de yankee un término coloquial para referirse a los ciudadanos de Nueva Inglaterra. Los dibujantes de periódicos han usado a Billy Yank y su análogo confederado Johnny Reb para simbolizar a los combatientes en la Guerra Civil Americana de los años 1860.
A Billy Yank se le suele representar vistiendo el uniforme yankee de lana reglamentario, con blusa, una ligera chaqueta de lana con un bolsillo interior y cuatro botones de latón delante, con una gorra estilo quepis hecha con un paño fino de lana redondo, plana, cosido de algodón y visera de cuero.

## Cómics
En el universo de DC Comics, el Spirit of America apareció primero como Minuteman y luego como Brother Jonathan antes de dividirse en dos durante la Guerra Civil Americana. Después de la guerra, las dos mitades de su esencia (Johnny Reb) y Billy Yank (Billy Yank) se combinaron para formar al tío Sam.